# فيسيبيا تاوري
فيسيبيا «في» تروي روبنسون (بالإنجليزية: Vecepia "Vee" Towery-Robinson)‏ (ولد في 9 ديسمبر 1965 في بورتلاند، الولايات المتحدة) مديرة مكتب أمريكية وشخصية تلفزيونية واقعية اشتهرت بأنها الفائزة في الجزء الرابع من البرنامج التلفزيوني الناجي: ماركيساس.
خدمت ست سنوات في سلاح الجو الأمريكي و تم تعيينها في سرب شرطة الأمن الثاني والثلاثين. عملت في سوستربيرج بهولندا لعدة سنوات وتم إدخالها لاحقا في قاعة المشاهير الأوروبية للقوات الجوية. كانت متمركزة في تركيا أثناء عملية عاصفة الصحراء.

## روابط خارجية
- فيسيبيا تاوري على موقع IMDb (الإنجليزية)
- فيسيبيا تاوري على موقع قاعدة بيانات الفيلم (الإنجليزية)